# Garry Parker
Garry Parker (Oxford, 7 settembre 1965) è un allenatore di calcio ed ex calciatore inglese, di ruolo centrocampista.

## Palmarès

### Giocatore

#### Competizioni nazionali
- Coppa di Lega inglese: 3

Nottingham Forest: 1988-1989, 1989-1990
Leicester City: 1996-1997
- Full Members Cup: 1

Nottingham Forest: 1988-1989